# Paléoarchéologie
La paléoarchéologie est la discipline scientifique consacrée à l'archéologie du Paléolithique. Les paléoarchéologues, ou préhistoriens du Paléolithique, étudient les outils lithiques, et le cas échéant les vestiges en os, en ivoire, en bois ou en autres matières organiques, de plus de 12 000 ans.

## Historique
La paléoarchéologie est née au milieu du XIXe siècle, avec les découvertes faites notamment par Jacques Boucher de Perthes dans la vallée de la Somme, après que Joseph Prestwich, Hugh Falconer et John Evans eurent visité le site de Boucher de Perthes et eurent validé ses découvertes. Deux de ces archéologues, qui avaient été attirés par la paléoarchéologie pour rejoindre les sociétés archéologiques, étaient Augustus Pitt Rivers et Edward Tylor. Evans, Pitt Rivers et John Lubbock ont tous entretenu l'intérêt du public pour cette nouvelle discipline. En 1868, par exemple, ils organisèrent ensemble, à l'occasion de l'assemblée générale annuelle à Norwich de l'Association britannique pour l'avancement de la science, le troisième congrès international d'archéologie préhistorique.

## Sites
Les sites paléoarchéologiques les plus anciens se trouvent principalement en Afrique australe et orientale. Certains des sites les plus productifs ont été Sterkfontein, Kanapoi et les gorges d'Olduvaï.